# 帕爾多斯山脈
帕爾多斯山脈（西班牙語：Sierra de Pardos），是西班牙的山脈，位於該國北部阿拉貢自治區的薩拉戈薩省，處於奧爾蒂斯河以南，該山脈最高點海拔高度1,266米。